# Rickson Gracie
Rickson Gracie (Rio de Janeiro, 21 de novembro de 1959) é um grão-mestre brasileiro de jiu-jitsu e artista marcial, Rickson é ex-lutador de jiu-jitsu e de vale-tudo. Atualmente reside no Rio de Janeiro, após passar anos radicado nos Estados Unidos e ter deixado uma academia em Los Angeles sob o comando de seu filho Kron Gracie. Rickson possui um histórico impecável e cartel de 11 lutas de Vale-Tudo, com 11 vitórias, sendo um dos poucos lutadores de MMA que encerraram suas carreiras sem nenhuma derrota na modalidade.
Nas décadas de 1980 e 1990, foi amplamente considerado o melhor lutador do clã Gracie e um dos mais duros do mundo. Já participou de desafios de vale-tudo e MMA, torneios de jiu-jitsu, sambo, luta-livre e desafios pessoais. Rickson afirma de que, em sua contagem, tem uma cartel de 460 vitórias, todas por finalização. Entretanto, não se há registros dessas lutas e segundo familiares e amigos, Rickson conta nesse cartel sparring, treinos, lutas de judô, sambo, e luta livre, além de brigas de rua. Seu cartel oficial no MMA e vale-tudo é 11-0. Também há registros oficiais que foi derrotado pelo judoca e samboca Ron Tripp num torneio de sambo.

## Biografia
Rickson é grão-mestre faixa vermelha, possuindo o 9º grau em jiu-jitsu brasileiro. É o mais vitorioso membro da renomada família Gracie no jiu-jitsu, sendo considerado por muitos uma lenda da "arte-suave".[carece de fontes?]
É o quarto filho de Hélio Gracie. Sua família foi responsável pela criação de um sistema de combate denominado de jiu-jitsu brasileiro ou jiu-jitsu Gracie, que basicamente usa o peso e a força do adversário contra ele mesmo. Essa característica da luta possibilita que um lutador, mesmo sendo menor que o oponente, consiga vencer. Outra característica marcante o diferencia de outras artes: suas avançadas técnicas de luta de chão, com as quais é possível finalizar um adversário por meio de uma queda. É possível também o uso de torções com ambos deitados.
Rickson e sua família venceram diversos desafios no Brasil durante décadas, numa época em que o vale-tudo era brutal, por isso a família Gracie é sinônimo de temidos lutadores, odiados e idolatrados por muitos, mesmo em sua terra natal. É na década de 80 que sua família criou a prática de desafiar para lutas sem regras os mestres de outras artes marciais..

## Década de 1970 e de 1980
Durante décadas, havia grande rivalidade entre os lutadores de jiu-jitsu e de luta livre, havendo assim, diversas lutas desde os primórdios do jiu-jitsu até os tempos atuais. Por diversas vezes, houve a invasão de academias.
A Família Gracie, conhecendo a eficácia do jiu-jitsu brasileiro, promoveu durante décadas, desafios a "portas fechadas". Chegavam a anunciar até mesmo nos jornais tais desafios prometendo recompensa para quem os vencessem nos desafios de vale-tudo
Os desafios de Rickson se davam dentro das academias ou nas ruas. Como exemplo de tais desafios, podemos citar um evento ocorrido nas praias do Rio de Janeiro, onde Rickson Gracie afirma ter vencido o duelo travado com Hugo Duarte, que acusa os lutadores de jiu-jitsu que acompanhavam Rickson de jogarem areia em seu rosto durante a luta. Assim, posteriormente, um grupo de aproximadamente 30 lutadores de Luta Livre invadiram a academia de seu pai Hélio Gracie, para Hugo Duarte lutar com Rickson. Só que Rickson estava em casa, e frente à invasão e possibilidade de quebra-quebra, Hélio Gracie pediu um momento, ligou para Rickson e o chamou para ir lá, porque a situação estava tensa. Na mesma hora ele concordou e saiu de casa e seu pai avisou aos membros da Luta Livre: "O Rickson vai lutar". Quando esse chegou, houve um acordo rápido sobre ninguém se intrometer para evitar um conflito incontrolável, e então Rickson e Hugo lutaram e em pouco tempo Rickson dominou as ações e Hugo pediu para parar, aceitando a derrota. E assim ocorreu essa revanche, na qual Rickson foi novamente vencedor.
Assim, nos anos 80, Rickson travou cerca de 230 combates (nacionais e internacionais), e afirma ter sagrado-se vencedor em todos por finalização. No Brasil, a rivalidade entre o jiu-jitsu e a luta livre era tamanha, que houve a necessidade de se provar ao público interessado, qual arte marcial e qual lutador era superior. Desse modo, foi organizada uma luta entre Rickson e o temido Rei Zulu (que estava no auge e há 150 lutas invicto), mas após Rickson Gracie vencê-lo por duas vezes, não houve mais desafios.

## Características de suas lutas
Rickson se declara invicto; e a maioria suas lutas não têm registro. De fato, das 486 lutas, apenas 15 são registradas em vídeo e em seu cartel de MMA.
Mas é incontestável que Rickson possuía uma técnica de chão tão refinada e impressionante que, mesmo comparada à de outros membros de sua família, todos eles superiores aos lutadores de outras modalidades, seus próprios irmãos e primos eram sempre unânimes em afirmar que ele era o melhor da Família, e que nenhum deles podia derrotá-lo.[carece de fontes?]
Isso não evitou que vários alunos de outros professores tentassem medir forças com Rickson, que sempre impunha a sua maneira de lutar frente aos demais com superioridade e conseguia anular facilmente seus oponentes, vencendo sempre por nocaute ou finalização num curto espaço de tempo[carece de fontes?]. Os campeonatos de vale-tudo que disputou no Japão, venceu todos.[carece de fontes?].

## Carreira no vale-tudo e legado
Antes de existir MMA, havia no Brasil as lutas de Vale-Tudo; Rickson venceu lutas deste molde sangrento, em duelos nas ruas ou em lugares fechados (academias), e afirma ter vencido todas por finalização, ou nocaute técnico.
Rickson Gracie medindo 1,78 m e pesando 84 kg, venceu todos os campeonatos de vale-tudo que disputou como: Japan Free Style Championship 1994, Japan Free Style Championship 1995, Pride 1, Pride 4, Colosseum 2000, totalizando 11 lutas com 11 vitórias, todas por finalização. Rickson Gracie foi junto com seu irmão mais novo Royce Gracie, os maiores divulgadores do MMA no mundo no início deste esporte no início dos anos 90; Rickson fez sua parte no Japão, e Royce nos E.U.A, depois do sucesso dos dois irmãos, o vale-tudo foi ficando cada vez mais popular e se profissionalizou, se transformou em MMA, e não parou de crescer até hoje, sem contar que graças aos dois irmãos, é que o jiu-jitsu brasileiro se tornou um pré-requisito fundamental para qualquer atleta de MMA.
Apesar de Rickson estar invícto no MMA, nesse esporte não é considerado uma lenda e não é o grande nome da família. Seu irmão mais novo Royce Gracie, é o grande nome da família, tendo sido várias vezes campeão do UFC (o torneio mais difícil de vale-tudo naquela época, em meados dos anos 90), além de ter o melhor cartel da família nesse esporte. O fato que diferencia os dois irmãos, para os críticos, é que no início dos ano 90, Royce venceu no UFC oponentes mais duros e um torneio bem mais difícil que os torneios que o Rickson participou no início dos anos 90 no Japão, e quando lutou no PRIDE, Rickson só participou das primeiras edições enfrentando japoneses desconhecidos e muito inferiores tecnicamente, e fez sua última luta no ano 2000 nos EUA, também contra oponente desconhecido. Além disso, Royce nunca negou desafio, tendo inclusive aceitado voltar a lutar depois de ter ficado parado por quase 4 anos no ano 2000, e fazendo diversas lutas até o ano de 2007, em um tempo que a cada ano o MMA evoluía de uma forma impressionante, fato que o Rickson não fez.
Primeiro, Royce voltou e lutou pelo PRIDE, enfrentando japoneses tecnicamente melhores dos que o Rickson havia enfrentado, como Kazushi Sakuraba, conhecido como "O Exterminador de Gracies" por ter enfrentado e vencido Royler, Royce, Renzo e Ryan Gracie, e que também venceu lutadores da elite do MMA em seu auge, como Vitor Belfort, Vernon White, Carlos Newton, Guy Mezger e Quinton Jackson; e enfrentou também Hidehiko Yoshida, que chegou a vencer nomes como Mark Hunt. Royce aceitou mais um grande desafio, quando enfrentou em 2006 o até então campeão do UFC Matt Hughes, perdendo no primeiro round, e por fim, fazendo uma revanche com Kazushi Sakuraba em 2007 vencendo por pontos. Ele foi pego no exame antidoping logo após a luta.
De 2000 a 2007, Royce oscilou entre vitórias e derrotas, mas aceitou voltar a lutar em um tempo em que o vale-tudo se transformou em MMA, e os lutadores eram muito melhores tecnicamente que no passado, onde o jiu-jitsu passou a ser um pré-requisito para todos os atletas, e por isso, muitos renomados atletas da atualidade que observaram tais atitudes, concordam que Royce Gracie foi o membro da família Gracie que mais se destacou nos ringues do MMA, enquanto isso, seu irmão Rickson Gracie, procurava imacular sua imagem de vencedor, criando uma aura de invencível que muito ajudou em seu marketing pessoal, mesmo sem jamais ter lutado no MMA moderno.
Mas com relação à discussão pelo fato de o Rickson ter parado de lutar justo quando o esporte estava evoluindo rápidamente, e quando finalmente ele teria oponentes à altura, diferentemente do Royce que voltou e aceitou o desafio, existe um argumento a favor de Rickson que deve ser levado em consideração.
Quando Royce fez sua última luta no MMA em 2007, ele estava com 40 anos de idade, e quando o Rickson fez sua última luta no ano 2000, ele já estava com 41 anos, idade mais avançada que a de Royce quando resolveu parar. Então, Rickson não lutou mais após o ano 2000, mais por causa da idade já relativamente avançada, e não porque ele tenha fugido dos desafios. Entretanto esse argumento não justifica o fato de que na década de 90 mesmo, quando Rickson tinha ao seu dispor grandes desafios, inclusive maiores que qualquer um por ele enfrentado, lutadores como Igor Vovchanchyn, Marco Ruas, Mark Kerr, Mark Coleman, Dan Serven, Don Frye, Bas Rutten, José "Pelé" Landi Jons, os irmãos Ken e Frank Shamrock, entre outros, que desde a década de 90 já figuravam na elite do Vale-Tudo Mundial. Já Royce, por ser mais novo e poder ter lutado até uma época onde o MMA estava muito mais competitivo, leva a justa fama de ser o membro da família que mais se destacou no MMA, exatamente porque enfrentou desafios muito maiores.
O grande erro de Rickson para muitos dos críticos foi não ter se aposentado oficialmente após sua última luta no ano 2000, e passar a década seguinte inteira fazendo um marketing pessoal falso, alegando por diversas vezes que poderia vencer qualquer oponente da atualidade facilmente e a qualquer momento, inclusive a grande lenda no MMA entre os pesos-pesados, o russo Fedor Emelianenko. Mas no final das contas, Rickson nunca esteve realmente disposto a voltar. Após a morte de seu filho Rockson, com apenas 19 anos em 2001, nunca mais lutou.
Rickson afirma ser o melhor de todos os tempos no MMA, apesar de Masakatsu Funaki ser o único adversário de renome no esporte que Rickson enfrentou. O Gracie sempre diz aceitar os desafios contra os melhores, porém sempre pedia uma bolsa absurda que faz com que nenhuma organização se proponha a pagar. Muitos dizem ser essa uma maneira que o mesmo utiliza para fugir das lutas. Recentemente, Rickson disse que lutaria com Sakuraba se sua bolsa fosse maior que a de todos os outros lutadores de MMA (ele exigiu 5 milhões pela luta contra o Sakuraba). Disse o mesmo quando questionado da possibilidade de retorno ao UFC.
Posteriormente, pelo fato de não ter conseguido entrar em acordo financeiro na modalidade K-1, em novembro de 2008, Rickson decretou sua aposentadoria no mundo do MMA em entrevista exclusiva para a revista TATAME: "Não vejo a possibilidade de lutar de novo.".[carece de fontes?]
Em 2012, ele idealizou o evento Mestre do Combate.

## Cartel

### Cartel Não Oficial
Seu pai Hélio Gracie disse em uma entrevista para uma revista americana que "de acordo com o que Rickson fala, ele já teve mais de mil lutas e saiu vitorioso de todas elas". Rickson afirma que, segundo suas contas, seu cartel é de 400 vitórias em cerca de 486 lutas. Não existem, porém, imagens nem relatos oficiais que de fato estas lutas ocorreram.
Há também uma afirmação de que ele fora derrotado uma única vez em toda sua carreira. Esta teria sido por Ron Tripp num torneio de Sambo. Rickson alega foram acertadas regras específicas previamente, porém, no dia da luta, sem aviso ao Rickson Gracie, as regras foram mudadas, e a simples queda com os ombros no chão de Rickson deu a vitória ao Ron Tripp.
Relson Gracie, irmão mais velho do Rickson, foi questionado, certa vez, pela revista Tatame sobre o controverso cartel do Rickson, ao que ele deu a seguinte declaração:

### Cartel Oficial no MMA
Segundo o site Sherdog, o cartel oficial do Rickson é de 11 vitórias em 11 lutas, conforme o quadro abaixo:
| Total    | Total       | Vitórias | Derrotas |
| -------- | ----------- | -------- | -------- |
| 11 Lutas | Nocaute     | 0        | 0        |
| 11 Lutas | Finalização | 11       | 0        |
| 11 Lutas | Decisão     | 0        | 0        |

| Res.    | Cartel | Oponente           | Método                  | Evento                | Data                  | Round | Tempo | Local                  | Notas |
| ------- | ------ | ------------------ | ----------------------- | --------------------- | --------------------- | ----- | ----- | ---------------------- | ----- |
| Vitória | 11–0   | Masakatsu Funaki   | Finalização (Mata-Leão) | C2K: Colosseum        | 26 de maio de 2000    | 1     | 12:49 | Japan                  |       |
| Vitória | 10–0   | Nobuhiko Takada    | Finalização (Armlock)   | Pride 4               | 11 de outubro de 1998 | 1     | 9:30  | Tokyo, Japan           |       |
| Vitória | 9–0    | Nobuhiko Takada    | Finalização (Armlock)   | Pride 1               | 11 de outubro de 1997 | 1     | 4:47  | Tokyo, Japan           |       |
| Vitória | 8–0    | Yuki Nakai         | Finalização (Mata-Leão) | Vale Tudo Japan 1995  | 20 de abril de 1995   | 1     | 6:22  | Tokyo, Japan           |       |
| Vitória | 7–0    | Koichiro Kimura    | Finalização (Mata-Leão) | Vale Tudo Japan 1995  | 20 de abril de 1995   | 1     | 2:07  | Tokyo, Japan           |       |
| Vitória | 6–0    | Yoshihisa Yamamoto | Finalização (Mata-Leão) | Vale Tudo Japan 1995  | 20 de abril de 1995   | 3     | 3:49  | Tokyo, Japan           |       |
| Vitória | 5–0    | Bud Smith          | Finalização (Socos)     | Vale Tudo Japan 1994  | 29 de julho de 1994   | 1     | 0:39  | Urayasu, Chiba, Japan  |       |
| Vitória | 4–0    | Dave Levicki       | Finalização (Socos)     | Vale Tudo Japan 1994  | 29 de julho de 1994   | 1     | 2:40  | Urayasu, Chiba, Japan  |       |
| Vitória | 3–0    | Yoshinori Nishi    | Finalização (Mata-Leão) | Vale Tudo Japan 1994  | 29 de julho de 1994   | 1     | 2:52  | Urayasu, Chiba, Japan  |       |
| Vitória | 2–0    | Rei Zulu           | Finalização (Mata-Leão) | Promoção Independente | 1 de janeiro de 1984  | 1     | N/A   | Rio de Janeiro, Brasil |       |
| Vitória | 1–0    | Rei Zulu           | Finalização (Mata-Leão) | Promoção Independente | 25 de abril de 1980   | 1     | 11:55 | Brasília, Brasil       |       |

### Cartel no Submission Grappling
| Resultado | Adversário        | Método                        | Evento                | Data | Round | Tempo | Ref.   |
| Win       | Rigan Machado     | Submission (rear naked choke) | Promoção Independente | 1986 |       |       | [ 12 ] |
| Win       | Murilo Sa         | Submission (armbar)           | Copa Cantao           | 1986 |       |       |        |
| Win       | Rigan Machado     | Submission (exhaustion)       | III Copa Company      | 1986 |       |       |        |
| Win       | Otavio Peixotinho | Submission (armbar)           | LINJJI                | 1984 |       |       |        |
| Win       | Sergio Penha      | Submission (choke)            | AABB                  | 1981 |       |       |        |
| Win       | Sergio Penha      | Submission (armbar)           | AABB                  | 1981 |       |       |        |

## Filmes
Gracie foi apresentado no documentário de 1999, Vale-Tudo, pelo cineasta Robert Goodman. O documentário mostra os preparativos de Gracie e outros dois lutadores para o Vale Tudo Japan 1995. Lançado pela Manga Entertainment, o documentário foi distribuído para 23 países. Rickson também faz uma ponta no filme O Incrível Hulk como o instrutor de artes marciais do protagonista, Bruce Banner. Seu personagem é creditado como um instrutor de aikido, apesar de sua formação em Jiu-Jitsu. Também aparece no programa Fight Science do National Geographic.